# Khenpo
Khenpo ou khyenpo  (tibétain : མཁན་པོ་, Wylie : mkhen po, pinyin tibétain : kainpo, chinois : 堪布 ; pinyin : kānbù , sanskrit : upādhyāya, est un titre donné dans plusieurs traditions  nyingma kagyu et sakya du bouddhisme tibétain (Bouddhisme vajrayāna), ainsi que le bön. Il est moins élevé que le  titre de guéshé. Il consacre une dizaine années d'études et permet d'enseigner à la communauté monastique, avec la fonction d'abbé. Ce titre, réservé aux bikkhus, a pour équivalent celui de khenmo chez les moniales, à la suite d'une demande de nonnes de plusieurs lignées du bouddhisme tibétain, et est non sectaire (rimé).  